# Rafael Botella Serra
Rafael Botella Serra (Alcoy; 28 de marzo de 1814 - f. Vitoria; 27 de noviembre de 1892), músico y profesor de piano.

## Biografía
Hijo de Vicente Botella y Vicenta Serra, nacidos sobre 1775, naturales de Alcoi y que residían en c/ San José n.º 33 de dicha ciudad.
Su formación musical debió inicirase en Alcoy, ligada a la Capilla parroquial o a la banda Primitiva surgida a partir de la Milicia Nacional Local.
Marcha a vivir a Madrid, donde realiza estudios de música y piano, al menos desde 1832 y hasta 1842, en el Real Conservatorio de Música y Declamación María Cristina, fundado en 1830, siendo alumno de Pedro Albéniz, primer catedrático de piano del Real Conservatorio. 
El 15 de diciembre de 1832, como alumno, tocó un rondó para piano del maestro Czerny y El 31 de enero de 1834, tocó un rondó para piano y flauta del maestro Tadolini, acompañado a la flauta por el alumno Pedro Sarmiento, en una audición de alumnos con la presencia de la reina regente María Cristina de Borbón-Dos Sicilias, viuda de Fernando VII y madre de la reina Isabel II.
Asistió a las clases de composición impartidas por Ramón Carnicer i Batlle pero por poco tiempo, ya que fue expulsado de éstas (junto con Manuel Suárez, Pedro Camil y Joaquín Espín y Guillén) por Real Decreto en enero de 1834.
En 1836, en plena 1ª guerra civil carlista, se alista para la Guardia Nacional, 6º batallón. En esa época estaba domiciliado en la c/ Desengaño n.º 6 de Madrid.
Se casa con Teresa Coloma, natural de La Torre de les Maçanes (Alacant) y fruto del matrimonio nacen sus hijos Rafael Botella Coloma (24-X-1837), Ángela Botella Coloma (2-X-1839) y Baldomero Botella Coloma (13-X-1844).
Al menos desde 1838 hace arreglos de óperas para piano o piano y canto, que serían editadas en establecimientos como el de Bernabé Carrafa Carvajal, que tenía un almacén de música en la calle del Príncipe n.º 15 de Madrid desde 1831 y que se convertiría en el más importante de la ciudad durante toda la primera mitad de siglo.
Unos meses después de su publicación en enero de 1838, adapta fragmentos de la ópera Ipermestra de Baltasar Saldoni i Remendo (profesor de solfeo del Real Conservatorio María Cristina de Madrid y que llegó a ser su director) para canto y piano. Este hecho provoca la protesta pública de Baltasar Saldoni con un comunicado firmado el 24-III-1838 y publicado en el Eco del Comercio de Madrid de 26 de marzo de 1838: “Señores redactores del Eco del Comercio: Muy señores míos: He visto con sorpresa en el diario de avisos de esta corte del 24 corriente un anuncio de venta de la Romanza de la ópera Ipermestra arreglada para piano y canto por don R.B.- Siendo yo el autor de la expresada ópera, es ésta una propiedad mía que nadie puede imprimir ni vender sin mi consentimiento, con arreglo a la ley. Por lo tanto el que ha publicado la expresada Romanza ha atacado mis derechos y principalmente mi reputación artística; pues que adulterada completamente la música en el pretendido arreglo que ha hecho de ella para canto y piano, sería para mí un descrédito el que circulase en esta forma por el reino y países extranjeros. Así pues, inter cito ante la ley al expresado don R.B., creo de mi deber advertir al público que las piezas originales de la Ipermestra arregladas por mí solo se hallarán de venta en el almacén de música de Lodre, carrera de San Gerónimo número 13- Madrid 24 de marzo de 1838. Queda de vds. Señores redactores a.s.q.b.s.m.- Baltasar Saldoni”. Por su parte, Rafael Botella, defiende su obra con un comunicado el día 27-III-1838 en la Gaceta de Madrid y en Diario de Avisos de Madrid : “COMUNICADO: Sr. Editor del Diario. Muy Sr, mío: He visto también con sorpresa en el número del domingo 25 de Marzo el anuncio y amenaza que me hace el Sr. Saldoni como autor de la ópera Ipermestra por haber publicado la Romanza de la misma que tomé de memoria y puse para canto y piano, y no siéndome posible contestar a los cargos que dicho Sr. me hace y que parece pueden redundar en descrédito de su reputación artística tanto en España como en el extranjero!!!! Lo verificaré apenas dicho Sr. Publique la que va arreglar. Por lo tocante a si un profesor puede arreglar para uno o más instrumentos las obras de otro, me sorprende que dicho señor, cuya reputación artística debo suponer es europea, ignore que en todas las capitales de más nombradía se publican casi al día siguiente de su debate las piezas que más han gustado de una ópera nueva, sin que el maestro compositor ni la empresa se lo puedan prohibir, por ser el producto de su talento y por consiguiente su propiedad; debiendo hacer presente así mismo que las piezas de dicha ópera y de cualquiera otra que yo vaya arreglando para canto y piano, piano solo, violín, flauta, etc. Se hallarán únicamente en el almacén de música Carrafa, calle del Príncipe, número 15. B.L.M. de V.S.S.S.- R.B.”. El 3 de abril de 1838 en el Diario de Avisos de Madrid aparecen anunciados los arreglos tanto el de Saldoni como el de Rafael Botella, para la misma ópera Ipermestra. Finalmente, la obra de Rafael Botella Serra fue retirada de la imprenta por la autoridad pues se reconoció la propiedad intelectual a Saldoni.
En 1841 tenía una renta anual por el “ejercicio eventual de su profesión” de unos 12.000 reales.
Impartió clases de piano, al menos desde 1842, todavía siendo alumno del Conservatorio, en el “Colegio de Humanidades”, sito en la plazuela del Ángel n.º 8, dirigido por José Fernández.
El 30 de noviembre de 1854, como miembro de la Sociedad Orfeo Español, creada ese mismo año y presidida por Hilarión Eslava, firma un manifiesto dirigido a la reina y al ministro de Gracia y Justicia, solicitando que sean admitidos músicos seglares para las plazas de maestros y profesores de música de las iglesias-catedrales.
El 9 de octubre de 1855 suscribe una petición a las Cortes para que cree la Ópera Nacional y destine a tal efecto el edificio del Teatro Real.
En 1856 daba clases de piano en el colegio francés de señoritas “San Vicente Ferrer”, dirigido por doña Vicenta Mónaco.
Publica numerosas adaptaciones de óperas para piano y piano y canto, al menos desde 1848, con el editor Mariano Martín Salazar, c/ Esparteros 3, antigua Bajada de Santa Cruz, Madrid. También publica con el editor Andrés Vidal i Roger c/ Ancha 35, Barcelona. A partir de 1856 publica numerosas partituras con el editor y clarinetista Antonio Romero y Andía, el editor más importante de la España del siglo XIX, sito en c/ Preciados, 1.
Desde 1860 fue socio de número fundador (nº19) de la Sociedad Artístico-Musical de Socorros Mutuos.
Su mujer, Teresa Coloma, muere el domingo 9 de enero de 1876 en Madrid en su domicilio de la calle San Gregorio 37-39, 2do., derecha, donde residía, al menos, desde 1864, siendo trasladado su cadáver el lunes 10 de enero de 1876 desde la cercana casa mortuoria en la c/ S. Lucas n.º 5 hasta el desaparecido cementerio de la Patriarcal.
Tras enviudar su hija Mª Ángeles el 6 de abril de 1879, abandona Madrid y marcha a vivir con ella al domicilio de Sevilla de su hijo Baldomero, arquitecto y Administrador de los bienes de Antonio de Orleans, Duque de Montpensier, en Andalucía, con residencia en el Palacio de San Telmo.
Una vez fallecido el duque de Montpensier, se traslada, junto a su hijo Baldomero, su nieto y su hija Ángela, a Vitoria-Gasteiz, donde Baldomero había sido nombrado arquitecto municipal con fecha 8 de marzo de 1891.
Muere el domingo 27 de noviembre de 1892, a las diez de la noche, en su residencia de la calle San Antonio, número 20, piso segundo de Vitoria-Gasteiz por un fallo renal “uremia cistitis purulenta”. Los funerales se celebraron el martes 29 de Noviembre en la Iglesia de San Miguel Arcángel (Vitoria), siendo enterrado ese mismo día en el panteón n.º 52 de la c/ Santa Cruz del cementerio de Santa Isabel de Vitoria.

## Obras
- Romanza de la ópera Ipermestra arreglada para piano y canto (Baltasar Saldoni). 1838. Bernabé Carrafa. c/ del Príncipe 15, Madrid.
- Tanda de rigodones sobre motivos favoritos de la ópera Ipermestra de Saldoni. 1838?. Bernabé Carrafa. c/ del Príncipe 15, Madrid
- Segunda Tanda de Rigodones, muy fáciles, sobre aires favoritos de Atila. 1848. Conde y M. Salazar, Bajada de Sta Cruz, nº3, Madrid
- La Triunfante. Polka Nacional. Colección de Polkas. 1855. Martín Salazar. c/Espartero, nº3, Madrid
- La princesita : polka para piano. 1855. Martín Salazar. c/Espartero nº3, Madrid
- Carmen: polka para piano. 1850-59
- Tanda de rigodones sobre aires favoritos de la ópera Lucia de Lammermoor de Donizetti. 1835-59. Bernabé Carrafa. c/ del Príncipe 15, Madrid
- Inés: polka para piano. Álbum de Baile de 1858. Al Círculo Minero de Madrid. Nº6. 1858. Antonio Romero y Andía. c/ Preciados n.º 1, Madrid.
- Pequeña fantasía para piano : sobre motivos del Trovador de Verdi. 1860?. M. Salazar, Bajada de Sta Cruz, nº3, Madrid
- Pequeña fantasía para piano : sobre motivos del Trovador de Verdi. 1860?. Antonio Romero y Andía. c/ Preciados n.º 1, Madrid.
- Pequeña fantasía sobre motivos de Il trovatore : ópera de G. Verdi. 1860?. Anastasio García. c/ del Príncipe n.º 14. Madrid
- Pequeña fantasía sobre motivos de Las vísperas sicilianas : ópera de Verdi. 1862?. Anastasio García. c/ del Príncipe n.º 14. Madrid
- Jota de las niñas. 1862. Anastasio García. c/ de Espoz y Mina, Pasaje de Matheu. Madrid
- Jota de las niñas. 1864. Andrés Vidal i Roger c/ Ancha 35, Barcelona
- Pequeña fantasía sobre motivos de La figlia del reggimento : ópera de Donizetti. 1864-74. Andrés Vidal i Roger c/ Ancha 35, Barcelona
- La traviata: ópera de Verdi. Recuerdos del Teatro Real. Colección de Pequeñas Fantasías sin Octavas sobre motivos favoritos de las óperas más aplaudidas. Por Rafael Botella. nº2. 1867. Antonio Romero y Andía. c/ Preciados n.º 1, Madrid. (1863-84)
- La favorita: ópera de Donizetti. Recuerdos del Teatro Real. Colección de Pequeñas Fantasías sin Octavas sobre motivos favoritos de las óperas más aplaudidas. Por Rafael Botella. nº3. 1867. Antonio Romero y Andía. c/ Preciados n.º 1, Madrid.
- Fausto: ópera de Gounod. Recuerdos del Teatro Real. Colección de Pequeñas Fantasías sin Octavas sobre motivos favoritos de las óperas más aplaudidas. Por Rafael Botella. nº1. 1867. Antonio Romero y Andía. c/ Preciados n.º 1, Madrid.
- Lucia: ópera de Donizetti. Recuerdos del Teatro Real. Colección de Pequeñas Fantasías sin Octavas sobre motivos favoritos de las óperas más aplaudidas. Por Rafael Botella. nº5. 1867. Antonio Romero y Andía. c/ Preciados n.º 1, Madrid.
- El trovador: ópera de Verdi. Recuerdos del Teatro Real. Colección de Pequeñas Fantasías sin Octavas sobre motivos favoritos de las óperas más aplaudidas. Por Rafael Botella. nº4. 1867. Antonio Romero y Andía c/ Preciados n.º 1, Madrid.
- La figlia del reggimento: ópera de Donizetti. Recuerdos del Teatro Real. Colección de Pequeñas Fantasías sin Octavas sobre motivos favoritos de las óperas más aplaudidas. Por Rafael Botella. nº6. 1867. Antonio Romero y Andía. c/ Preciados n.º 1, Madrid
- Pequeña fantasía para piano sobre motivos de Luisa Miller : ópera de G. Verdi. entre 1863 y 1867. Madrid (calle del Príncipe n.º 14) Almacén de pianos y música Boisselot Bernareggi y Cº
- Colonnen y Carnevals-Bothschaster. Nº 2 Pequeñas fantasías-valses para piano sobre las Tandas de J. Strauss. 1868. Antonio Romero y Andía. c/ Preciados nº 1, Madrid.
- Valentina: polka muy fácil para piano sobre un motivo de Offenbach. 1868. Antonio Romero y Andía. c/ Preciados n.º 1, Madrid.
- Los hugonotes. : Cavatina de Urbano, 2o. acto ópera de Meyerbeer (Giacomo Meyerbeer). Miniaturas Musicales nº16. 1868. Antonio Romero y Andía c/ Preciados n.º 1, Madrid.
- Poliuto Andante y cavaleta: ópera de Donizetti. Miniaturas Musicales nº13. 1868. Antonio Romero y Andía. c/ Preciados n.º 1, Madrid.
- Elisir d'amor: Una furtiva lagrima ópera de Donizetti. Miniaturas Musicales nº21. 1868. Antonio Romero y Andía. c/ Preciados n.º 1, Madrid.
- Elisir d'amore: Canzonetta ópera de Donizetti. Miniaturas Musicales nº1. 1868. Antonio Romero y Andía. c/ Preciados n.º 1, Madrid.
- Moisés: Plegaria ópera de Rossini. Miniaturas Musicales nº20. 1868. Antonio Romero y Andía c/ Preciados n.º 1, Madrid.
- El trovador: Ai nostri monti ópera de Verdi. Miniaturas Musicales nº8. 1868. Antonio Romero y Andía. c/ Preciados n.º 1, Madrid.
- La Traviata: Brindis ópera de Verdi. Miniaturas Musicales nº6. 1868. Antonio Romero y Andía. c/ Preciados n.º 1, Madrid.
- El Profeta: Marcha de la coronación ópera de Meyerbeer. Miniaturas Musicales nº24. 1868. Antonio Romero y Andía. c/ Preciados n.º 1, Madrid.
- Un ballo in maschera : Andante del tenor ópera de Verdi. Miniaturas Musicales nº9. 1868. Antonio Romero y Andía. c/ Preciados n.º 1, Madrid.

- La favorita: Romanza de barítono y bailete ópera de Donizetti. Miniaturas Musicales nº19. 1868?. Antonio Romero y Andía. c/ Capellanes n.º 10. Madrid (1884-96)

- Alegres comadres de Windsor: De la sinfonía ópera de Nicolai. Miniaturas Musicales nº22. 1868?. Antonio Romero y Andía. c/ Capellanes n.º 10. Madrid (1884-96)
- Rigoletto : Ballata ópera de Verdi. Miniaturas Musicales nº7. 1868. Antonio Romero y Andía. c/ Preciados n.º 1, Madrid.
- Los Hugonotes : Coro de mujeres del 2o. acto ópera de Meyerbeer. 1868. Antonio Romero y Andía. c/ Preciados n.º 1, Madrid.
- La figlia del reggimento: Rataplám ópera de Donizetti. Miniaturas Musicales nº10. 1868. Antonio Romero y Andía. c/ Preciados n.º 1, Madrid.
- La Giralda: De la sinfonía ópera de A. Adam. Miniaturas Musicales nº15. 1868. Antonio Romero y Andía. c/ Preciados n.º 1, Madrid.
- Marta: Romanza de tenor ópera de Flotow. Miniaturas Musicales nº14. 1868?. Antonio Romero y Andía. c/ Capellanes n.º 10, Madrid. (1884-96)
- Lucrezia Borgia : Terceto y allegreto de la introducción ópera de Donizetti. Miniaturas Musicales nº12. 1868?. Antonio Romero y Andía. c/ Capellanes n.º 10, Madrid. (1884-96)
- La estrella del Norte : De la sinfonía ópera de Meyerbeer: Miniaturas Musicales nº17. 1868. Antonio Romero y Andía. c/ Preciados n.º 1, Madrid.
- La figlia del regimento [sic] : Entreacto ópera de Donizetti. Antonio Romero y Andía. c/ Preciados n.º 1, Madrid.
- Lucrezia Borgia: Brindis ópera de Donizetti. Miniaturas Musicales nº3. 1868?. Antonio Romero y Andía. c/ Capellanes n.º 10. Madrid. (1884-96)
- Diamantes de la corona : De la sinfonía ópera de Auber. 1868. Antonio Romero y Andía. c/ Preciados n.º 1, Madrid.
- Roberto el diablo Romanza y siciliana : ópera de Meyerbeer. Antonio Romero y Andía. c/ Preciados n.º 1, Madrid.
- El Trovador : Ai nostri monti (Giuseppe Verdi). 1868. Antonio Romero y Andía. Barcelona?
- La Giralda: de la sinfonia (Adolphe Adam). Miniaturas Musicales nº15. 1868. Antonio Romero y Andía. Barcelona?
- Un Ballo in maschera : andante del tenor (Giuseppe Verdi). 1868. Antonio Romero y Andía. Barcelona?
- Rigoletto Cuarteto para piano : ópera de Verdi. 1868. Antonio Romero y Andía. c/ Preciados n.º 1, Madrid.
- Coquelicot = Amapola : tanda de rigodones (Olivier Métra). 1868. Antonio Romero y Andía. c/ Preciados n.º 1, Madrid.
- Doloritas (Redowa). Colección El Baile. 1872-78. Andrés Vidal i Roger c/ Ancha 35, Barcelona
- La princesita: polka para piano. Colección de Valses, Rigodones, Mazurkas, Polkas, Schottischs y Habaneras para piano por varios autores. 1875. Antonio Romero y Andía. c/ Preciados n.º 1, Madrid.
- Pequeña fantasía para piano sobre motivos de Luisa Miller : ópera de G. Verdi. Colecciones de Piezas Fáciles para piano 5. 1883. Andrés Vidal i Roger c/ Ancha 35, Barcelona
- La estrella de oro : contradanza habanera. Colecciones de Piezas Fáciles para piano 9. 1884?. Andrés Vidal i Roger c/ Ancha 35, Barcelona
- Pequeña fantasía sobre motivos de Marta : ópera de Flotow. Colecciones de Piezas Fáciles para piano 1. 1884?. Andrés Vidal i Roger c/ Ancha 35, Barcelona
- El Malakof. Contradanza habanera. Colecciones de Piezas Fáciles para piano 17. 1884?. Andrés Vidal i Roger c/ Ancha 35, Barcelona
- La mulata. Contradanza habanera. Colecciones de Piezas Fáciles para piano 18. 1884?. Andrés Vidal i Roger c/ Ancha 35, Barcelona
- Gracia : polka. Colecciones de Piezas Fáciles para piano 14. 1884?. Andrés Vidal i Roger c/ Ancha 35, Barcelona
- Recuerdo de Ems : polka. Colecciones de Piezas Fáciles para piano 7. 1884?. Andrés Vidal i Roger c/ Ancha 35, Barcelona
- Un ballo in maschera (1) : ópera de Verdi. Colecciones de Piezas Fáciles para piano 2. 1884?. Andrés Vidal i Roger c/ Ancha 35, Barcelona
- Un ballo in maschera (2) : ópera de Verdi. Colecciones de Piezas Fáciles para piano 3. 1884?. Andrés Vidal i Roger c/ Ancha 35, Barcelona
- Pequeña fantasía sobre motivos de Un ballo in maschera : ópera de Verdi. Colecciones de Piezas Fáciles para piano. 1883. Andrés Vidal i Roger c/ Ancha 35, Barcelona
- María Teresa : polka mazurka (Olivier Métra). Colecciones de Piezas Fáciles para piano 10. 1884?. Andrés Vidal i Roger c/ Ancha 35, Barcelona
- Pequeña fantasía sobre motivos de Las vísperas sicilianas : ópera de G. Verdi. Colecciones de Piezas Fáciles para piano 4. 1884?. Andrés Vidal i Roger c/ Ancha 35, Barcelona
- El lago argentino : schottisch (Keller). Colecciones de Piezas Fáciles para piano 15. 1884?. Andrés Vidal i Roger c/ Ancha 35, Barcelona
- Jota de las niñas. Colecciones de Piezas Fáciles para piano 12. 1886. Andrés Vidal i Roger c/ Ancha 35, Barcelona
- Marcha real. Colecciones de Piezas Fáciles para piano 11. 1886. Andrés Vidal i Roger c/ Ancha 35, Barcelona
- La Tarde. Valses. Colecciones de Piezas Fáciles para piano 8. 1884?. Andrés Vidal i Roger c/ Ancha 35, Barcelona
- El Trovador. Pequeña Fantasía. Colecciones de Piezas Fáciles para piano 16. 1884?. Andrés Vidal i Roger c/ Ancha 35, Barcelona